# 원층사지
원층사지(原層寺址)는 인천광역시 강화군 하점면 이강리에 있는 원층사 절터이다. 1995년 3월 1일 인천광역시의 문화재자료 제9호로 지정되었다.

## 개요
별립산(別立山) 남쪽 기슭에 자리잡고 있는 이 절터를 마을 사람들이 아직도 원층골이라 부르고 있는 사실로 보아 강도지(江都誌)에 언급된 원층사터임을 알 수 있다. 사찰의 규모는 여기저기 흩어져 있는 석재유물로 미루어 꽤 큰 사찰로 생각된다. 불상은 보이지 않지만 큼직한 연꽃무늬 대좌(臺座)가 남아 있어서 석불상이 있었던 것으로 짐작된다. 또한 석탑 부재들도 꽤 많이 남아 있는데 특히 석탑 옥개석은 모두 남아 있으며, 3단의 옥개받침이나 독특한 수법은 고려작품임을 잘 말해주고 있다. 따라서 강도지의 기록대로 고려 조정이 강화도로 도읍을 옮겼던 시기의 사찰로 추정되며, 현존하는 석탑이나 불상의 부재들은 당시의 불교 미술을 연구하는데 귀중한 자료로 평가된다.

## 참고 자료
- 원층사지 - 국가유산청 국가유산포털